# Стоян Дойчев
Стоян Дойчев е български актьор, който е известен с ролята на Радослав („Радо“) в сериала „Татковци“.

## Биография
Роден е на 13 март 1988 г. в град Варна, Народна република България.
През 2012 г. завършва НАТФИЗ „Кръстю Сарафов“ със специалност „Актьорско майсторство за куклен театър“ в класа на проф. Жени Пашова и доц. Петър Пашов.

### Актьорска кариера

#### Кариера в театъра
Актьорската му кариера започва като кукловод в Държавния куклен театър – Варна, а после играе в Пловдивския куклен театър и Столичния куклен театър.
Изпълнява главна роля в спектакъла „Аз, Сизиф“ в Малък градски театър „Зад канала“.
През 2022 г. играе в авторския спектакъл „Петък вечер“ на режисьора Ивайло Ненов, заедно с Павел Иванов, Христо Пъдев и Филип Буков.

#### Кариера в киното и телевизията
Освен на сцената в кукления театър, Стоян Дойчев има няколко роли в киното и телевизията. Той е известен с ролите на Асенчо в историческата драма „Възвишение“ на режисьор Виктор Божинов, Радо в комедийния сериал „Татковци“ на режисьорката Яна Титова и Краси в трилъра „В сърцето на машината“ на режисьора Мартин Макариев.

## Участия в театъра
Куклен театър НАТФИЗ
- „Вагабондо“ от Карел Чапек – постановка проф. Жени Пашова[5]

Театър „Ателие 313“
- „Елхата“ от Туве Янсон – постановка проф. Жени Пашова ; доц. Петър Пашов[6]

Държавен куклен театър – Варна
1. „Под гъбката“, по приказката на Владимир Григориевич Сутеев – постановка Бианка Бенковска[7]
2. „Вълшебно училище“[8]
3. „Приказки от снежната гора“ от Братя Грим – постановка Галин Гинев[9]

Държавен куклен театър – Сливен
1. „Приказка за щастието“ от Изабела Дегурска – режисьор Елжбета Ейсимонт[10]
2. „Дванайста нощ“ от Уилям Шекспир[11]
3. „Снежен сън“, шоу спектакъл от Мариета Ангелова – Марионета[12]
4. „Омагьосан сън“ – постановка доц. Петър Пашов / проф. Жени Пашова[13]
5. „Петър и змеят“ от Нечкова – Фингарова – режисьор Елица Петкова[14]

Малък градски театър „Зад канала“
- 2016 – „Аз, Сизиф“ – режисьор Веселка Кунчева[15][16]

Столичен куклен театър
1. „Маугли“, по романа на Ръдиард Киплинг – режисьор Боньо Лунгов[18]
2. „Момче и вятър“, българска народна приказка – режисьор Петър Пашов[19][20][21]
3. „Страната на Оз“ от Лиман Франк Баум – драматизация и режисура Елица Петкова[22][23]
4. „Малко синьо и малко жълто“ от Лео Лиони[24]
5. „Стана нещо необикновено“ от Стефан Москов и Леонард Капон, по приказки на Джани Родари – режисьор Иван Райков[25]
6. 16 октомври 2015 г. – „Усмихни се“, по идея на Кирякос Аргиропулос, авторски спектакъл на Мария Банова[26][27]
7. 26 септември 2019 г. – „Красавицата и звяра“ – режисьор Елица Петкова[28][29]

Сатиричен театър „Алеко Константинов“
- „Обичай ме!“ – постановка Андрей Калудов[30]

## Филмография
1. „Посоки“ (2017)
2. „Възвишение“ (2017) – Асенчо
3. „В кръг“ (2019) – Васил
4. „Заедно без теб“ (2019), късометражен филм – Теодор Панайотов
5. „Доза щастие“ (2019) – Мечо
6. „Татковци“ (2021) – Радослав („Радо“)
7. „В сърцето на машината“ (2022) – Краси („Циганина“)
8. „Борсови играчи“ (2022) – Стефан
9. "Диада" (2023) - Доктор
10. "Съни Бийч" , (сезон 3, 2024) - Певеца

## Личен живот
Дойчев има връзка с художничката Мирела Василева, с която имат две деца – Ян и Кая, които са близнаци.